# Ngôn ngữ của cộng đồng Hoa kiều
Ngôn ngữ của cộng đồng Hoa kiều ở nước ngoài ảnh hưởng bởi rất nhiều yếu tố, bao gồm tổ tiên, xuất xứ, sự đồng hóa qua nhiều thế hệ, và các chính sách chính thức của quốc gia nơi họ sinh sống và làm việc. Phần lớn cộng đồng Hoa kiều ở phương Tây và nhiều khu vực của châu Á nói tiếng Quảng Đông như là tiếng mẹ đẻ hoặc ngôn ngữ thứ hai, còn những người nhập cư gần đây nói tiếng Quan Thoại khiến cho tiếng Quan thoại ngày càng phổ biến ở nhiều khu phố người Hoa, mặc dù vẫn không phải là ngôn ngữ chi phối.

## Đông Nam Á
Ở khu vực Đông Nam Á, tiếng Phúc Kiến và Quảng Đông là ngôn ngữ truyền thống của người Hoa hải ngoại ở nhiều vùng và nhiều quốc gia. Tuy nhiên, việc sử dụng ngôn ngữ của họ có thể rất khác nhau giữa các nước láng giềng hoặc thậm chí trong một nước.

### Myanmar
Mặc dù trên số liệu, người Myanmar gốc Hoa chiếm 3% dân số, nhưng con số thực tế được cho là cao hơn nhiều. Có những người đã đăng ký bản thân họ là người dân tộc Myanmar để tránh kỳ thị; những người nhập cư bất hợp pháp từ Trung Quốc đã tràn ngập ở phía Thượng Miến Điện từ những năm 1990 (lên đến 2 triệu theo một số ước tính) nhưng không được tính do thiếu kiểm tra dân số đáng tin cậy.
Người Myanmar gốc Hoa thống trị nền kinh tế Myanmar ngày nay. Họ cũng có một sự ảnh hưởng rất lớn với giáo dục đại học Miến Điện, và chiếm tỷ lệ cao trong tầng lớp tri thức ở Miến Điện. Phần lớn Hoa kiều nói tiếng Myanmar như ngôn ngữ mẹ đẻ. Những người có trình độ học vấn cao cũng có thể sử dụng tiếng Quan Thoại hoặc tiếng Anh. Việc sử dụng các phương ngữ Trung Quốc vẫn chiếm ưu thế. Tiếng Phúc Kiến (tiếng địa phương của Mân Nam) chủ yếu được sử dụng ở Yangon cũng như ở Hạ Môn, trong khi tiếng Đài Sơn (tương tự như tiếng Quảng Đông) và tiếng Quan Thoại Vân Nam được bảo tồn ở vùng Thượng Miến Điện.

### Việt Nam
Dân tộc Hoa ở Việt Nam được phân loại thành ba nhóm dựa trên lịch sử, vị trí và mức độ hội nhập của người nhập cư. Nhóm lớn nhất chiếm gần một triệu người và có ảnh hưởng lớn trong xã hội và nền kinh tế Việt Nam. Phần lớn tập trung ở các thành phố lớn của miền Nam Việt Nam (đặc biệt là thành phố Hồ Chí Minh) và phần lớn nói tiếng Quảng Đông và một số ít nói tiếng Tiều Châu..
Hai nhóm nhỏ hơn của người Hoa tại Việt Nam gồm có Sán Dìu và Ngái. Số lượng người Sán Dìu trên 100.000 và tập trung ở vùng núi phía Bắc Việt Nam. Nguồn gốc thực sự của họ là người Dao chứ không phải là người Hán, nhưng đã bị ảnh hưởng nặng nề bởi văn hoá Trung Quốc và họ nói một biến thể tiếng Quảng Đông. Trong khi đó, người Ngái lại tập trung ở các vùng nông thôn của miền Trung và có khoảng 1.000 người. Họ nói tiếng Khách Gia một cách tự nhiên và sử dụng tiếng Quảng Đông để giao tiếp với cộng đồng Hoa.

### Campuchia
Có khoảng 15.000 người Trung Quốc ở Campuchia theo kết quả của cuộc điều tra dân số năm 2013. Tuy nhiên, chỉ 7% cộng đồng Hoa kiều Campuchia nói tiếng của tổ tiên. Người Campuchia gốc Hoa đóng vai trò quan trọng về kinh tế và chính trị trong nước và vẫn thường xuyên chi phối giao dịch thương mại Campuchia.
Hơn 3/4 người Campuchia gốc Hoa thuộc nhóm Tiều Châu. Hai nhóm khác bao gồm Phúc Kiến và Hải Nam. Người Quảng Đông chiếm số lượng đông đúc từ giữa thế kỷ 17 đến giữa thế kỷ 20, nhưng ngày nay chỉ là một thiểu số và tập trung ở các trung tâm đô thị lớn, đặc biệt là ở thủ đô Phnom Penh. Tuy nhiên, tiếng Quảng Đông vẫn tiếp tục là ngôn ngữ chung của cộng đồng trong số hầu hết người Campuchia gốc Hoa. Các trường Hoa ngữ ở Campuchia dạy tiếng Quảng Đông hay Quan thoại, đôi khi là cả hai.

### Lào
Số lượng người Lào gốc Hoa tương đối ít, phổ biến nhất là Quảng Đông và Tiều Châu. Hoa kiều sinh sống ở vùng biên giới tiếp giáp Trung Quốc nói tiếng Quan thoại Tây Nam.

### Thái Lan
Mặc dù cộng đồng Hoa kiều tập trung đông nhất ở Thái Lan, nhưng phần lớn họ đã bị đồng hóa. Ngày nay, họ nói tiếng Thái như là ngôn ngữ bản địa. Hầu hết người Hoa sống ở các thành phố lớn như Bangkok, Chiang Mai, Phuket, Chumphon, Ratchaburi, Chon Buri, Hat Yai và Nakhon Sawan. Trong những khu phố Tàu ở các thành phố này vẫn có biển hiệu ở cả Trung Quốc và Thái Lan. Vào những năm 2000, chỉ có khoảng 2% (200.000) người Thái Lan nói một biến thể của tiếng Hoa ở nhà. Trong đó khoảng 50% nói tiếng Tiều Châu-nhóm phương ngữ phổ biến nhất, tiếp theo là Khách Gia, Phúc Kiến, Hải Nam, Quảng Đông và Thượng Hải. Trong thương mại, tiếng Tiều Châu, Quảng Đông và Thái được sử dụng làm ngôn ngữ phổ biến và các trường Hoa ngữ thường sử dụng tiếng Quảng Đông làm phương tiện giảng dạy.

### Singapore
Singapore có một số lượng lớn người Hoa và tiếng Quan Thoại được công nhận là một trong những ngôn ngữ chính thức. Hơn nữa, họ sử dụng tiếng Trung giản thể. Điều này hoàn toàn trái ngược với các cộng đồng Hoa kiều ở nước khác (sử dụng tiếng Trung phồn thể). Mặc dù đa số người Singapore gốc Hoa là người Phúc Kiến và nói tiếng Phúc Kiến nhưng chính phủ Singapore đã khuyến khích họ ngưng sử dụng các phương ngữ địa phương thông qua Chiến dịch Nói tiếng Quan thoại (SMC). Chính phủ Singapore cũng tích cực thúc đẩy tiếng Anh là ngôn ngữ chung của xã hội, do đó người Hoa trẻ ở Singapore nói tiếng Quan Thoại và tiếng Anh.
Theo chính sách SMC, tất cả các chương trình truyền hình và phát thanh tiếng Hoa không phải là Tiếng Quan Thoại đều bị ngưng sau năm 1979.

### Brunei
Một số phương ngữ tiếng Hoa được nói ở Brunei là Phúc Kiến, Khách Gia, Quan Thoại và Quảng Đông.

### Malaysia
Ngoài Trung Hoa đại lục và Đài Loan, Malaysia là đất nước duy nhất có hệ thống giáo dục hoàn chỉnh tiếng Hoa, từ tiểu học đến đại học. Hoa kiều ở đây tập trung ở những vùng khác nhau. Người Phúc Kiến (đông nhất) tập trung ở Penang, Klang, Kelantan và Malacca, với Penang nói tiếng Phúc Kiến. Người Quảng Đông tập trung vào Kuala Lumpur, Seremban, Kuantan và Ipoh, và người Khách Gia chiếm số lượng ít cũng rải rác ở một số tiểu bang. Trong khi đó, ở Đông Malaysia, người Nam Mân (Phúc Kiến và Tiều Châu), Khách Gia và tiếng Quan Thoại sinh sống phổ biến ở thị trấn Sandakan, Sabah, nói tiếng Quảng Đông và Khách Gia. Ngoại trừ ở Sibu, Hoa kiều nói tiếng Fuzhounese (một nhánh của tiếng Đông Mân).
Tuy nhiên, thế hệ trẻ được dạy tiếng Quan thoại. Ngoài ra, hầu hết người Malaysia gốc Hoa có thể nói cả tiếng Malaysia (ngôn ngữ quốc gia) và tiếng Anh, vốn được sử dụng rộng rãi trong kinh doanh và ở trình độ đại học.

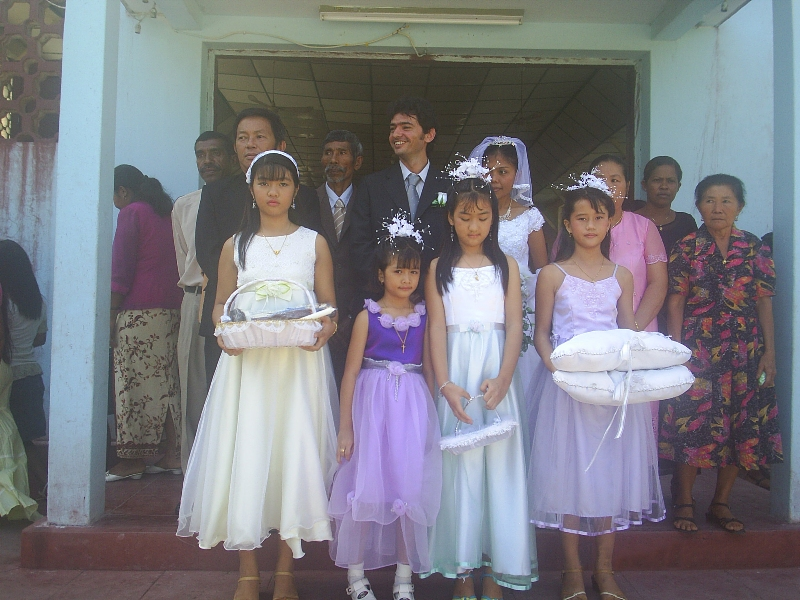
Đám cưới Hoa kiều tại Indonesia

### Indonesia
Hoa kiều Indonesia sinh sống rải rác khắp quần đảo. Ở Bắc Sumatra, Riau, Quần đảo Riau và Jambi, họ nói tiếng Phúc Kiến gồm Phúc Kiến Medan và Phúc Kiến Riau. Đây là sự kết hợp từ vựng tiếng Phúc Kiến và tiếng Indonesia. Người Khách Gia tập trung ở Bangka-Belitung, Nam Sumatra, Jakarta và Tây Kalimantan, nơi họ là một phần quan trọng của dân cư địa phương. Trong khi đó, từ Pontianak đến Ketapang, Kendawangan ở mũi phía nam của Tây Kalimantan tập trung người Triều Châu, người Quảng Đông. Gần đây, tiếng Quan Thoại đã được sử dụng trong các trường Hoa ngữ.

### Philippines
Người Philippines gốc Hoa chiếm 1.5% dân số cả nước, tuy nhiên theo các cuộc điều tra nhân khẩu học từ các bên thứ ba cho thấy 18-27% dân số Philippines có ít nhất một tổ tiên là người Trung Quốc (tổng cộng lên đến 27 triệu người).
Hầu hết người Philippines gốc Hoa nói ba thứ tiếng, nói một biến thể Trung Hoa bản xứ, tiếng Anh và một ngôn ngữ Philippines, thường là tiếng Tagalog hoặc bất kỳ ngôn ngữ Visayan nào (ví dụ Cebuano, Hiligaynon, v.v.).
Tiếng Hoa sử dụng phổ biến nhất là Phúc Kiến, với biến thể gọi là Lần-nâng-ọe. Các tiếng khác như Tiều Châu, Quảng Đông và Thượng Hải cũng được nói, mặc dù tỷ lệ rất ít. Trái ngược với nhiều khu vực Đông Nam Á, cộng đồng người Hoa ở Philippines không sử dụng tiếng Quảng Đông như ngôn ngữ cộng đồng được ưa chuộng hoặc là một ngôn ngữ chính thống.
Trong các trường học tiếng Trung, tiếng Quan Thoại được dạy, mặc dù hầu hết người Philippines gốc Hoa không nói tiếng Quan thoại ở nhà và không đạt được mức độ trôi chảy như những người Hoa ở Trung Quốc, Đài Loan, Singapore và các cộng đồng hải ngoại khác.

## Bắc Mỹ

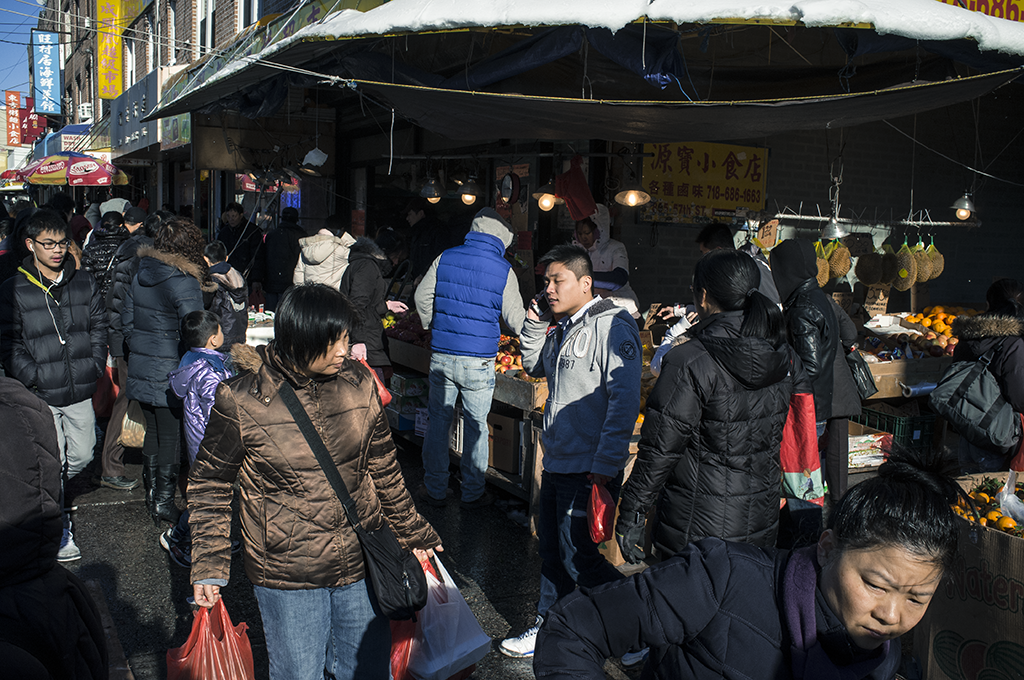
Phố người Hoa Brooklyn (布鲁克林華埠) ở Long Island, New York, Mỹ. Nhiều khu phố người Hoa ở Manhattan (紐約 華埠), Queens (法拉盛 華埠) và Brooklyn đang phát triển mạnh mẽ khi người Hoa tiếp tục nhập cư với quy mô lớn đến New York, Đây là khu vực người Hoa tập trung đông nhất bên ngoài châu Á

Phần lớn Hoa kiều Bắc Mỹ nói tiếng Hoa. Ở Hoa Kỳ và Canada, tiếng Hoa là ngôn ngữ phổ biến thứ ba. Ngày xưa, cộng đồng Hoa kiều thường nói tiếng Quảng Đông do người nhập cư chủ yếu đến từ miền nam Trung Quốc từ thế kỷ 19 cho đến những năm 1980. Tuy nhiên, tiếng Quan Thoại ngày càng trở nên phổ biến hơn do sự mở cửa của Trung Quốc.
Ở thành phố New York, 10% người nói tiếng Quan thoại như một ngôn ngữ phụ trợ và nó dần dần thay thế tiếng Quảng Đông. Một phần ba Hoa kiều ở đây biết tiếng Mân, nhưng nó ít được sử dụng bởi vì những người Hoa khác không hiểu.
Tại Richmond (Vancouver, Canada), 55% dân số là người Hoa. Chữ Trung Quốc có thể được nhìn thấy ở khắp mọi nơi từ các ngân hàng địa phương đến các cửa hàng tạp hóa. Trong vùng đô thị Metropolitan Vancouver, 18% dân số là người Hoa. Tương tự ở Toronto, thành phố lớn nhất ở Canada, người Trung Quốc chiếm 11,4% dân số địa phương, với tỷ lệ khoảng 20-50% ở vùng ngoại ô của Markham, Richmond Hill và trong thành phố phía đông của Scarborough.
Tăng trưởng kinh tế ở nước Cộng hòa Nhân dân Trung Hoa đã giúp người Trung Hoa đại lục có nhiều cơ hội hơn để di cư. Một cuộc khảo sát năm 2011 cho thấy 60% các triệu phú Trung Quốc có kế hoạch di cư, chủ yếu đến Hoa Kỳ hoặc Canada. Thẻ tín dụng đầu tư EB-5 cho phép nhiều người Trung Quốc có quyền tìm kiếm quốc tịch Mỹ, và các báo cáo gần đây cho thấy 75% số người xin cấp thị thực này trong năm 2011 là người Trung Quốc. Các nhà đầu tư đa quốc gia của Trung Quốc được hưởng lợi nhiều nhất từ Chương trình Nhà đầu tư Nhập cư EB-5 tại Hoa Kỳ. Hiện nay, miễn là có ít nhất 500.000 đô la Mỹ để đầu tư vào các dự án được liệt kê bởi Cơ quan Nhập cư Quốc tịch Hoa Kỳ (USCIS), là có thể xin thẻ xanh đi kèm với quyền thường trú tại Hoa Kỳ, nhưng chỉ ở một tiểu bang thí điểm.